# Животи девојака и жена
Животи девојака и жена (енгл. Lives of Girls and Women) је једини роман канадске књижевнице Алис Манро (енгл. Alice Munro) која је добила Нобелову награду за књижевност 2013. године. Роман је објављен 1971. године, а српско издање 2010. године.

## О делу
Животи девојака и жена је први и једини роман канадске књижевнице Алис Манро која је препознатљива по писању кратких прича. Роман представља хронику одрастања једне девојке у руралном градићу Онтарија. Радња је смештена у четрдесете године 20. века. Главни лик је Дел Џордан која постаје духовит хроничар живота у малом градићу. Упознаје се са феноменима свакодневног живота (рађање, смрт, секс).
Дел одраста на фарми лисица која је породична фарма. Током школовања одлази чешће у град и ту се среће са женским ликовима и најбољом другарицом Наоми са којом дели и радости, али и проблеме у адолесцентном добу. Пошто је дело конципирано као хроника, подељено је по поглављима као посебним причама које чине једну целину.

### Стил писања
Алис Манро пише кратку прозу и тај жанр ју је и прославио. Она из свакодневице успева да спаја обичне ствари са животно важним догађајима. Данас је препознатљива и светски позната по том таленту. Стил приповедања се одликује јасношћу и психолошким реализмом.

## Награде
Добитник је међународне награде Men Buker 2009. године.

## Телевизијска адаптација
Роман је екранизован за телевизију 1994. године.